# لييباياس ميتالورغس
نادي لييباياس ميتالورغس (باللاتفية: Futbola klubs "Liepājas metalurgs")‏ كان نادي كرة قدم في لاتفيا تأسس في 1997 يقع في لييبايا. كان يلعب في الدوري اللاتفي الممتاز. خاض مبارياته البيتية على ملعب داوغافا. وقد حل محل النادي، نادي لييبايا، الذي تأسس في 2014.

## روابط خارجية
- موقع الاتحاد اللاتفي لكرة القدم (باللاتفية)
- Soccerway.com (بالعربية)